# Magdalena Georgiewa
Magdalena Stojanowa Georgiewa (bulgarisch Магдалена Стоянова Георгиева; * 7. Dezember 1962 in Brestowiza, Rodopi, Oblast Plowdiw) ist eine ehemalige bulgarische Ruderin. Sie gewann 1987 den Weltmeistertitel und 1988 die olympische Bronzemedaille im Einer.

## Sportliche Karriere
Die 1,74 m große Magdalena Georgiewa vom Sportverein Trakia aus Plowdiw ruderte zusammen mit Violeta Ninowa im Doppelzweier zur Bronzemedaille bei den Weltmeisterschaften 1985 in Hazewinkel. Im Jahr darauf trat Georgiewa im Einer an und erhielt bei den Weltmeisterschaften in Nottingham die Silbermedaille hinter Jutta Behrendt aus der DDR. 1987 gewann Georgiewa den Titel im Einer bei den Weltmeisterschaften in Kopenhagen vor Martina Schröter aus der DDR.
Für die Olympischen Spiele 1988 in Seoul meldete die DDR Jutta Behrendt, die die Regatta auch sicher gewann; hinter der Amerikanerin Anne Marden erhielt Magdalena Georgiewa die Bronzemedaille. Bei den Weltmeisterschaften 1989 in Bled trat Magdalena Georgiewa in zwei Bootsklassen an. Sie gewann zusammen mit Pawlina Alexandrowa die Bronzemedaille im Doppelzweier, beide erkämpften zusammen mit Galina Yahorowa und Krasimira Totschewa im Doppelvierer eine weitere Bronzemedaille. Bei den Weltmeisterschaften 1990 in Tasmanien trat Georgiewa erneut in beiden Bootsklassen an und belegte zweimal den sechsten Platz.